# 摩天楼ブルース
「摩天楼ブルース」（まてんろうブルース）は、東京JAPの5枚目のシングル。1984年10月21日に発売された。

## 概要
- TBS系ドラマ『少女に何が起ったか』の主題歌に起用されヒットした。
- 本作品はジャケットが3種類ある。
- オリコン集計によると、10.1万枚の売り上げを記録した。
- スナック胸キュン1000% ママこの人つれてきた!（BS12）では、オープニングとエンディングでイントロのみ使用されている。

## 収録曲
両曲とも、作詞：売野雅勇、作曲：筒美京平、編曲：船山基紀

### Side:A
1. 摩天楼ブルース（4:19）
TBS系ドラマ『少女に何が起ったか』主題歌

### Side:B
1. 上海外人倶楽部（3:55）

## 収録アルバム
- 『TOKI色外人倶楽部』（1985年4月1日、CBSソニー、28AH-1842）-　「摩天楼ブルース」「上海外人倶楽部」収録。
- 『大映テレビ主題歌コレクション～TBS編～』（2001年4月4日、キングレコード）-　「摩天楼ブルース」収録。
- 『ザ・ベストテン スポットライト編』（2009年4月22日、ソニー・ミュージックダイレクト）-　「摩天楼ブルース」収録。

## カバー
- 2009年3月、KINYA、落合福嗣らによるユニット「KINYA&ALpha」がカバー、同名アルバム（インターネット限定販売）に収録。